# Paidia simplicalcarata
Paidia simplicalcarata là một loài bướm đêm thuộc phân họ Arctiinae, họ Erebidae.